# Furoshiki

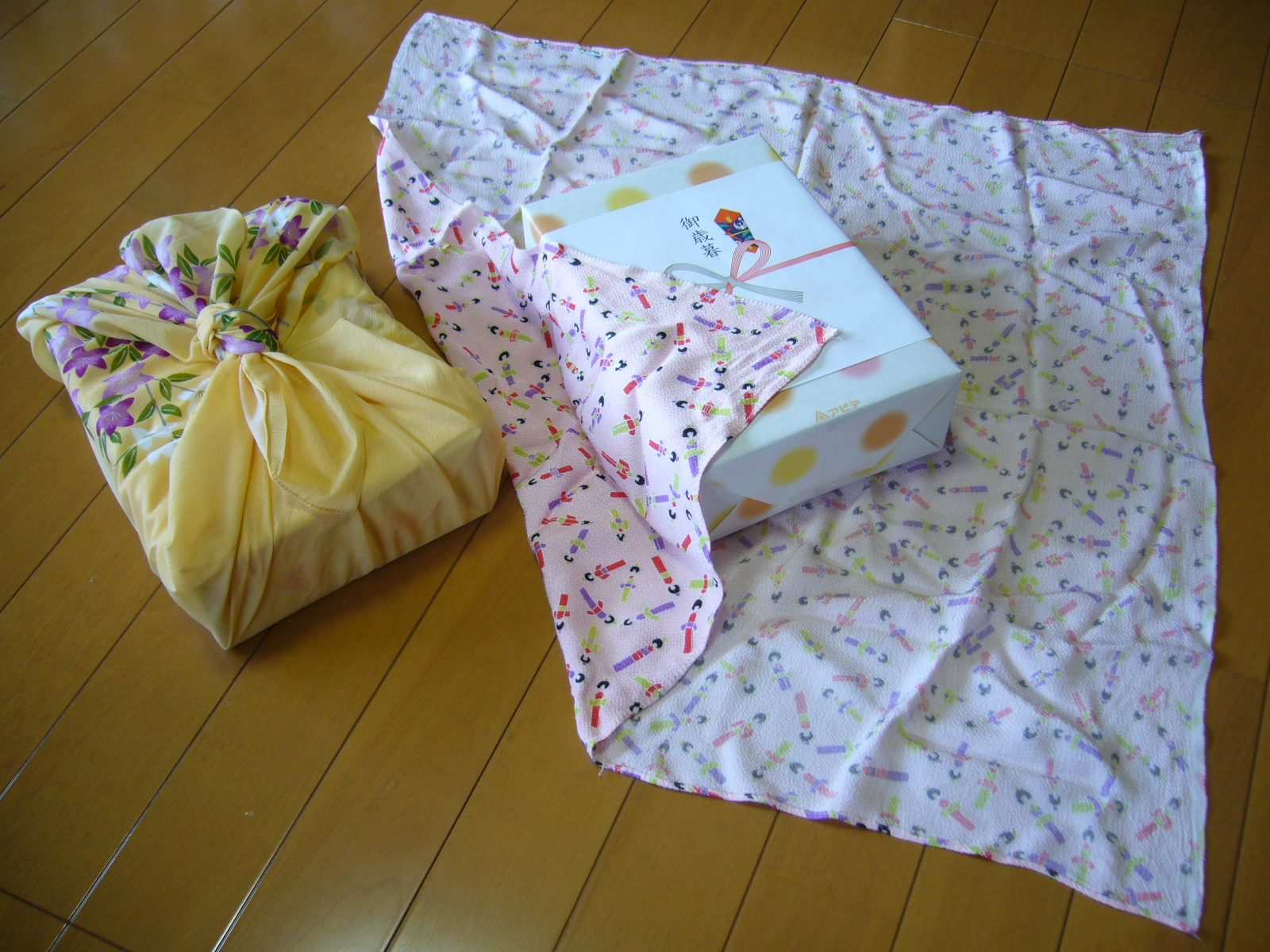
Furoshiki utilizzato come incarto per dei regali

Il furoshiki (風呂敷?) è un tipico involucro quadrato di stoffa, tradizionalmente utilizzato in Giappone per trasportare vestiti, bentō, regali e altri beni.

## Origini
Il termine furoshiki fu coniato nel periodo Edo (1603-1868), sebbene questo tipo di incarto fosse già in uso nei secoli precedenti con i nomi di koromo tsutsumi (衣包み? "pacchetto di vestiti") e, successivamente,  hira tsutsumi (平包み? "pacchetto di piatti"). Esistono infatti fonti del periodo Nara (710-794) e del periodo Heian (794-1185) che descrivono o ritraggono dei vestiti impacchettati e trasportati in involucri di stoffa.
Nel XVII secolo, con la massiva costruzione di bagni pubblici, gli hira tsutsumi si diffusero come modo per facilitare il trasporto ed il cambio dei vestiti che, una volta impacchettati, non potevano mescolarsi a quelli di altri avventori del bagno. Fu in questo periodo che il termine cambiò in furoshiki, da furo (風呂? "bagno") e shiki (敷? "aprire, spiegare").
Verso la fine del periodo Edo, sull'onda della crescita economica, i furoshiki iniziarono ad essere utilizzati anche dai mercanti per trasportare i loro beni.

## Uso moderno

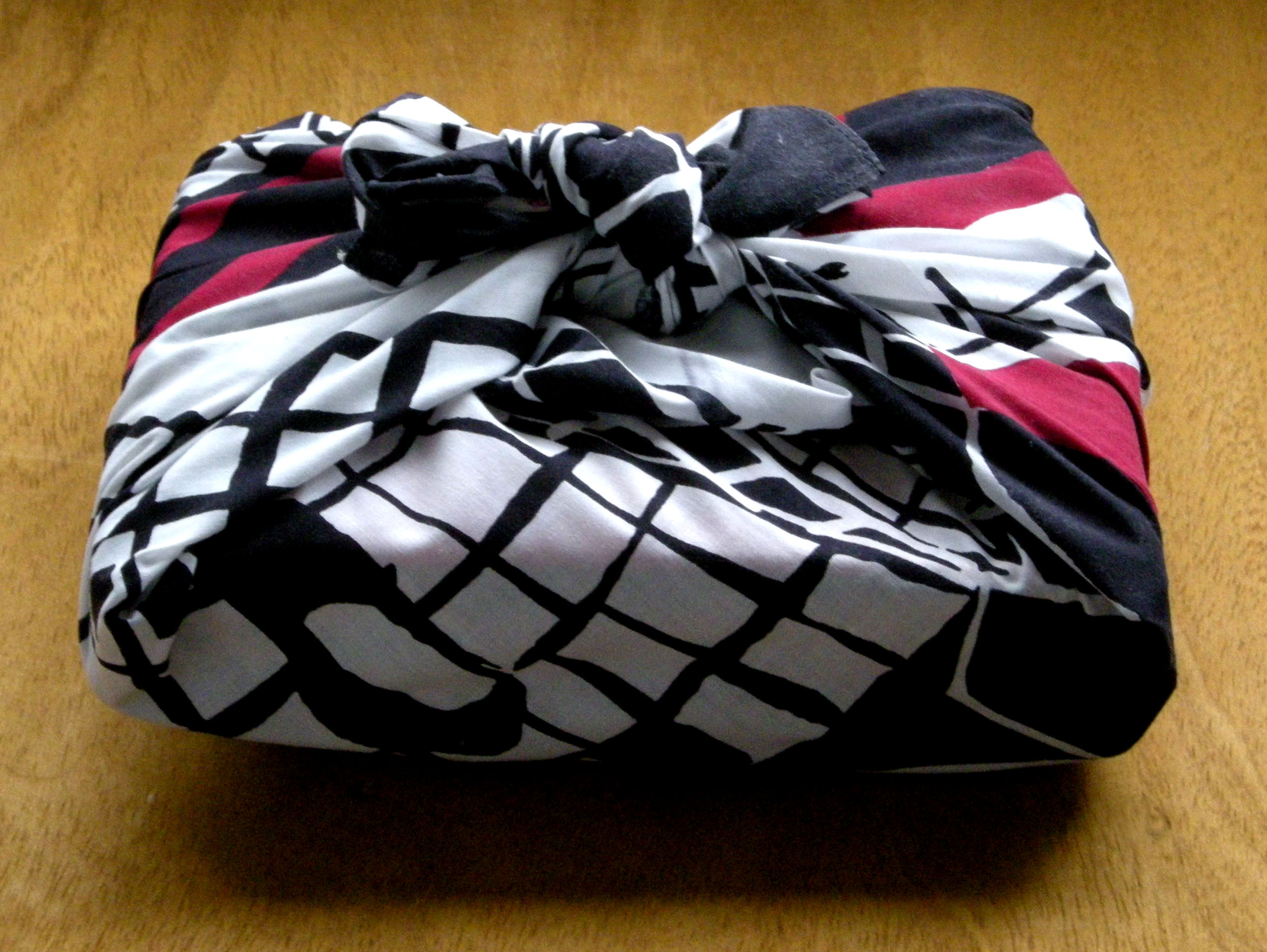
Un furoshiki disegnato da Friedensreich Hundertwasser

### In Giappone
I furoshiki moderni sono realizzati in vari tessuti, inclusi seta, cotone, rayon e nylon. Tra questi materiali, il cotone è il più utilizzato. Sono spesso decorati con disegni tradizionali o con shibori.  Non esiste una misura standard e quella più comune è un quadrato di 45 cm per lato.

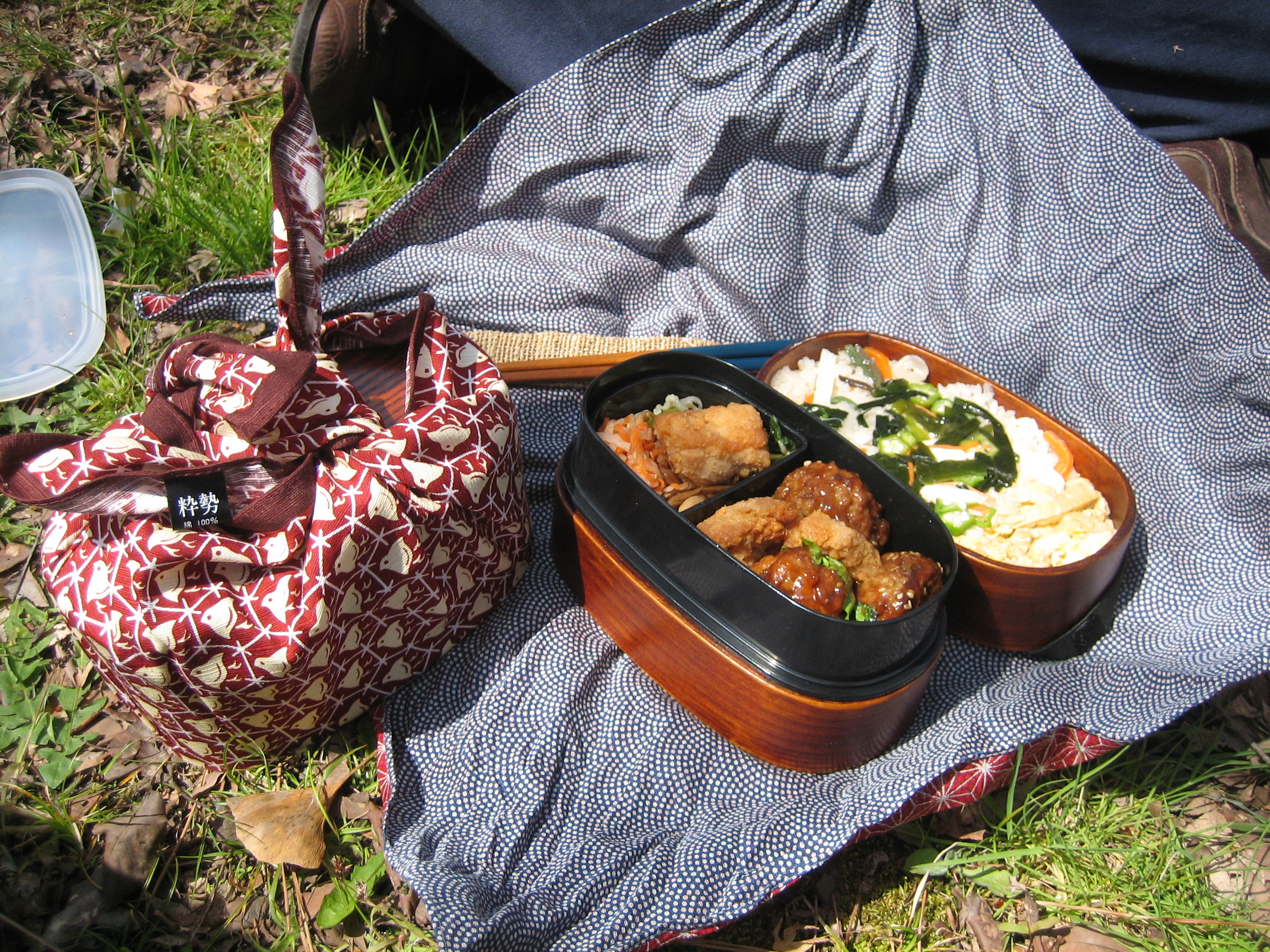
Bentō fatti in casa incartati con i furoshiki

Sebbene il furoshiki in Giappone sia ancora usato — soprattutto nelle aree rurali e per il trasporto dei bentō, o negli onsen e nei sentō per avvolgere gli indumenti e gli accessori per il bagno — il suo utilizzo è progressivamente diminuito dopo la Seconda guerra mondiale a causa della larga diffusione dei sacchetti di plastica.
Negli anni duemila è emerso un rinnovato interesse per il furoshiki, motivato soprattutto dai suoi risvolti in termini di sostenibilità ambientale rispetto ad altri tipi di involucri. Nel marzo del 2006, il Ministro dell'Ambiente, Yuriko Koike, ha presentato un furoshiki ideato per promuovere la riduzione dei rifiuti. Questo manufatto, realizzato da bottiglie PET riciclate e decorato con motivi del periodo Edo, è stato denominato mottainai furoshiki, dal termine mottainai (もったいない?) che in giapponese indica il dispiacere per qualcosa che diventa un rifiuto senza averne sfruttato pienamente le potenzialità.
In Giappone il furoshiki viene utilizzato in ambiente yakuza: all'interno del foulard vengono occultati pacchetti contenenti tangenti, mazzette e commissioni.

### In Argentina
L'associazione GIFT (Grupo de Investigadores de Furoshiki y sus Técnicas) operante a Buenos Aires promuove il furoshiki in Argentina, attraverso la ricerca delle tecniche e delle modalità di adattamento ai costumi locali. L'associazione, inoltre, istruisce i consumatori argentini sull'utilizzo di questo involucro.

## Esempio storico
Presso l'Australian War Memorial a Canberra è conservato un furoshiki ottenuto da un soldato giapponese, Tsuchiya Akira, catturato da un soldato australiano, E. J. Knight, nella zona del Distretto di Bougainville Meridionale durante la campagna di Bougainville del 1945. Il furoshiki è realizzato in fibra sintetica ed è decorato con una mappa dell'Asia sudorientale, un aeroplano, una nave e una canzone patriottica. La canzone può essere tradotta con:
C'è anche una breve poesia scritta a mano che indica che Tsuchiya è il terzo figlio arruolato dello scrittore. La poesia recita:
Sul panno è riportato anche: